# AU Lab
AU Lab è un'applicazione funzionante sotto Mac OS X, sviluppata da Apple che dimostra il funzionamento degli Audio Units. Principalmente è in grado di registrare Audio dal microfono interno o da dispositivi collegati al computer e applicarvi molti effetti utilizzando, appunto, gli Audio Units. Se si necessita di registrare messaggi, notifiche e suoni, AU Lab può tranquillamente essere l'applicazione perfetta.

## Funzionamento
AU Lab, durante la registrazione, cattura l'audio e sfruttando la tecnologia Core Audio lo passa ad uno "strato" di effetti. L'utente può scegliere quali effetti applicare: se, per esempio, si applica l'effetto di ritardo, il suono verrà registrato in un certo momento, ma riprodotto dopo un ritardo definito. Ugual cosa avviene per altri effetti: il suono viene catturato, filtrato fra gli effetti e riprodotto.

## Audio Units
All'installazione, AU Lab, comprende già una serie di plugin o Audio Units che possono fornire all'utente una serie di effetti utili. Tuttavia è possibile installare anche ulteriori effetti pubblicati da terze parti appositamente per CoreAudio.

## Interfaccia
AU Lab utilizza un'interfaccia grafica che non si integra completamente con l'Aqua di Mac OS X: infatti, la finestra principale si presenta scura e contiene menù ed indicatori non nativi di Mac. Tuttavia, per il resto presenta normalissimi pannelli e dialoghi perfettamente stilizzati.

## Ruolo negli XCode Tools
AU Lab entra nella categoria di software forniti da Apple insieme ai Developer Tools, ma non pubblicizzati sul sito internet. L'applicazione infatti non costituisce un ruolo importante nella creazione di Applicazioni per Mac OS X, ma è solamente un esempio di cosa si può costruire usando la tecnologia CoreAudio.

## Documentazione
Insieme ad AU Lab è disponibile la sua documentazione che spiega in tutti i particolari il funzionamento di questo strumento: sono disponibili anche schermate del programma e spiegazioni sui vari elementi che compongono la finestra principale del software.